# Grete von Zieritz
Grete von Zieritz (* 10. März 1899 in Wien, Österreich-Ungarn; † 26. November 2001 in Berlin) war eine österreichisch-deutsche Komponistin, Pianistin und Musikpädagogin.

## Leben
Grete von Zieritz, die Tochter des 1918 in den Adelsstand erhobenen Berufsoffiziers und späteren Generals Karl Ferdinand Zieritz und der Malerin Henrica Vera Josefa Zieritz, geborene Neumann, wuchs in Wien, Innsbruck und Graz auf und erhielt mit sechs Jahren ihren ersten Klavierunterricht. Ihre 1912 begonnene Ausbildung am Konservatorium Graz bei Hugo Kroemer (Klavier) und Roderich Mojsisovics von Mojsvár (Komposition) schloss sie 1917 mit der künstlerischen Reifungprüfung in Komposition und mit Auszeichnung ab. Im selben Jahr zog sie nach Berlin und setzte ihre Ausbildung bei Martin Krause, einem Schüler von Franz Liszt, und bei Rudolf Maria Breithaupt fort. Nach der erfolgreichen Aufführung ihrer Japanischen Lieder entschloss sie sich 1921 Komponistin zu werden. Sie blieb in Berlin und war dort von 1926 bis 1931 als Studentin der Komposition in der berühmten Meisterklasse von Franz Schreker. 1928 erhielt sie das Schubert-Stipendium der Columbia Phonograph Company in New York. Musikpädagogisch unterrichtete die Komponistin ab 1958 als Professorin. Von Zieritz war evangelisch. Nach ihrer Heirat mit dem Schriftsteller Herbert Johannes Gigler führte sie bis zur Scheidung mehrere Jahre den Namen Grete Gigler-Zieritz. Aus der Ehe ging die Tochter Hedi Gigler Dongas hervor.
Im Jahr 2009 wurde in Wien-Donaustadt (22. Bezirk) die Zieritzgasse nach ihr benannt.

## Auszeichnungen
- 1928: Großer Mendelssohn-Preis für Komposition[5] (Staatspreis)
- 1928: Schubert-Stipendium der Columbia Phonograph Company
- 1978: Österreichisches Ehrenkreuz für Wissenschaft und Kunst I. Klasse[6]
- 1979: Bundesverdienstkreuz am Bande
- 1982: GEMA-Ehrenmedaille zur 50-jährigen Mitgliedschaft
- 1998:  Silberne Ehrennadel des Landesmusikrates Berlin[7]
- 1999: Deutscher Kritikerpreis (Sonderpreis)
- 1999: Großes Goldenes Ehrenzeichen für Verdienste um die Republik Österreich[6]

## Werke
Grete von Zieritz schrieb über 250 Werke für verschiedenste Besetzungen, darunter vier a-cappella-Chorwerke, weitere Chorwerke, 140 Lieder, 24 Gesänge mit Orchester, über 50 kammermusikalische Werke, 13 Orchesterwerke und vier Solistenkonzerte mit großem Orchester.
- 1919: Japanische Lieder für Sopran und Klavier
- 1924: Praeludium und Fuge in c für Klavier
- 1957: Musik für Klarinette und Klavier
- 1977: Präludium und Fuge für Orgel
- 1995: Orgelkonzert für Orgel Solo